# Elsa Jülich de Vogt
Elsa Jülich de Vogt   (Deutz, 19 de setembre de 1886 - Ramat Gan, 23 de juny de 1964) fou una alemanya cantant d'òpera (soprano), que després de l'establiment del règim nazi ja no se li permetia actuar i a causa de la legislació racial va emigrar a Palestina.

## Biografia
Els seus pares eren el comerciant Emil Jülich (* 1854 Bad Godesberg † 1923 Cologne) i Christina Jülich, nascuda Harings. Emil Jülich va ser un popular poeta compositor de cançons de carnaval de Colònia. Elsa Jülich va estudiar cant a Conservatori de Música de Colònia, l'actual Universitat de Música i Dansa de Colònia, i va debutar el 1907 Teatre de la ciutat de Krefeld. Va estar compromesa allà durant una temporada. Això va ser seguit pels compromisos – durant una temporada cada – amb l'Òpera de Colònia i després al Teatre de la ciutat de Dortmund a més de – durant dues temporades cadascuna – de nou al Krefeld City Theatre i després al "Freiburg im Breisgau City Theatre." El 1919 va seguir un compromís Teatre de la ciutat de Bremen, on va aparèixer a l'estrena de el gener de 1920 dEl Sant de Manfred Gurlitt, segons una llegenda musical en 3 processos de Carl Hauptmann. El compositor la va dirigir. Fort Operíssim també s'ha d'utilitzar abans de la Primera Guerra Mundial Teatre de la ciutat d'Hamburg, l'actual Òpera Estatal d'Hamburg, Segons Operissimo, també va estar compromesa al Teatre de la Ciutat d'Hamburg, l'Òpera Estatal d'Hamburg actual, abans de la Primera Guerra Mundial i al conjunt del Teatre de la Ciutat de Basilea entre els seus compromisos a Bremen i Berlín. La temporada 1921/22 va aparèixer com a convidada a l'Òpera de Frankfurt del Main en dos papers centrals: com Agathe a Der Freischütz de Carl Maria von Weber en una actuació de gala per commemorar el centenari de l'estrena d'aquesta òpera i com Eva a Die Meistersinger von Nürnberg de Richard Wagner. De 1924 a 1929 va estar compromesa a la Deutsche Opernhaus (des de 1925: Städtische Oper) a Berlín-Charlottenburg.

## Compromisos i convidada
A més dels seus compromisos permanents, la cantant va fer diverses aparicions com a convidada. Al Festival de Bayreuth va cantar dos papers menors a Parsifal el 1911 i 1912 i Ortlinde a Die Walküre el 1930. El 1913 va aparèixer com a Jungfer Leitzmetzerin a Der Rosenkavalier a la Royal Opera House Covent Garden de Londres. També va actuar a la "Staatsoper Unter den Linden" de Berlín, així com a Viena, París i Amsterdam. La seva gamma de papers era bastant ampli, des dels papers de soubrette fins als papers de pantalons més bàsics de Cherubino i Octavian fins als papers de soprano dramàtic juvenil i soprano lírica.
La cantant també va tenir èxit a la sala de concerts. Va actuar amb la "New Chamber Orchestra" fundada pel seu segon marit i va oferir diversos recitals de cançons, inclòs un programa de Wagner a Lió el 1931. També va actuar sota els noms de Jülich-de Vogt i Jülich-Taube.
El desembre de 1913, Elsa Jülich es va casar amb l'actor i cantant Carl de Vogt (1885–1970) a Friburg im Breisgau. La parella va tenir dos fills: Ruth de Vogt, més tard casada amb Bruck (nascut al voltant de 1913), que es va donar a conèixer com a cantant de chanson després del final de la Segona Guerra Mundial, i Karl Franz de Vogt (1917–1999), que més tard va treballar com a productor de cinema. Jülich va donar classes de cant a la seva filla i així va posar les bases de la seva carrera posterior. Presumiblement, durant un compromís a la "Städitische Oper" de Berlín, va conèixer Michael Taube (1890–1972), repetidor i director d'orquestra empleat en aquesta casa. Després de divorciar-se del seu primer marit, es va casar amb ell l'abril de 1927. Un dels testimonis va ser el conegut pianista Georg Bertram.

## Hitler arriba al poder
Després que els nacionalsocialistes arribessin al poder el 1933, Elsa Jülich i el seu segon marit ja no van poder actuar als escenaris estatals i municipals a causa dels seus orígens jueus. Tanmateix, la temporada 1933/1934, la cantant va assumir el paper de Rosaura a l'òpera Le donne curiose d'Ermanno Wolf-Ferrari en el marc de l'Associació Cultural Jueva. El 1934 va acompanyar el seu marit i tenor Joseph Schmidt en una gira per Palestina. El maig de 1935, la parella va tornar a Berlín per organitzar la seva emigració i netejar el seu apartament a Kaiserallee. En la seva última aparició a l'Associació Cultural Jueva el setembre de 1935, Elsa Jülich va cantar l'ària de Beethoven "Ah, perfido!", op 65.
Jülich i el seu marit havien evitat la seva exclusió de la Cambra de Música del Reich d'acord amb el paràgraf 10 de la "Primera Ordenança d'aplicació de la Llei de la Cambra de Cultura del Reich" del 22 d'agost de 1935 i la prohibició professional associada per emigrar. La parella es va establir inicialment a Tel Aviv, on Taube va fundar el conservatori al carrer Jehoash el 1937. Jülich va treballar a Palestina principalment com a professora de cant, però també va participar en concerts al conservatori i a l'Orquestra Palestina. Amb aquest conjunt i amb els seus companys cantants Marcel Noë i Leo Rjasanzew, per exemple, va oferir un concert d'òpera el 1937 amb fragments de Carmen de Bizet i Un ballo in maschera de Verdi. Noë ja era la seva companya d'escenari a la producció berlinesa de Wolf-Ferrari, on cantava Leandro. També es confirma la seva participació en una interpretació de la Simfonia núm. 9 de Beethoven amb Dela Gotthelft, Marcel Noë, Vittorio Weinberg i el cor de l'Oratori de Palestina, dirigida per Fordhaus Ben Tsissy. A la dècada de 1940, Jülich i Taube es van establir a Ramat Gan (en hebreu רמת גן "Altura del jardí"). Del 1939 al 1945, la seva filla també va trobar refugi a Palestina.
Després de la rendició incondicional dels nazis, la parella d'artistes va tornar a Alemanya per fer una gira de concerts en campaments per a persones desplaçades. A principis de 1948 van actuar juntament amb el violoncel·lista Lev Aronson, supervivent del camp de concentració, al camp DP Bergen-Belsen. El 1956/57 Elsa Jülich va tornar sola a Alemanya, on vivien els seus fills. Va viure a Berlín Occidental, però després va tornar a Israel.
Elsa Jülich va morir el 23 de juny de 1964 a Ramat Gan. No hi ha enregistraments publicats, però la seva veu es conserva en enregistraments inèdits al segell Polyphon.

## Rols clau
| Beethoven: - Marcelline a Fidelio Bizet: - Micaëla a Carmen d’Albert: - Arsinoë a Die toten Augen Montemezzi: - Fiora a L'amore dei tre re Mozart: - Cherubino a Le nozze di Figaro - Pamina a Die Zauberflöte Puccini: - Mimi a La Bohème - Liù a Turandot |  | Richard Strauss: - Octavian a Der Rosenkavalier - Marianne Leitmetzerin a derselben Oper Verdi: - Elisabeth a Don Carlo Wagner: - Elisabeth a Tannhäuser - Eva in Die Meistersinger von Nürnberg - Ortlinde a Die Walküre - Gutrune a Götterdämmerung - Blumenmädchen, erster Knappe a Parsifal Weber: - Agathe und Ännchen a Der Freischütz Wolf-Ferrari: - Rosaura a Die neugierigen Frauen |